# Comité consultatif de Bioéthique de Belgique
Le Comité consultatif de bioéthique est une instance belge indépendante des autorités, créé par l'accord de coopération du 15 janvier 1993 signé par l'État fédéral, la Communauté française, flamande et germanophone ainsi que la Commission communautaire commune. 

## Mission
Le Comité a une double mission : 
- rendre des avis sur les problèmes soulevés par la recherche et ses applications dans les domaines de la biologie, de la médecine et de la santé
- informer le public et les autorités sur ces problèmes.

## Composition
Le Comité est composé de 43 membres, avec un mandat de quatre ans :
- 35 membres effectifs avec voix délibérative :
  - 26 Membres désignés par l’A.R. du 29 mai 2000 délibéré en Conseil des Ministres
  - 16 personnalités issues des milieux universitaires, proposées par les conseils interuniversitaires (8 francophones et 8 néerlandophones)
  - 6 docteurs en médecine en activité proposés par le Conseil national de l'ordre des médecins (3 néerlandophones et 3 francophones)
  - 2 avocats présentés par le conseil national de l'ordre des avocats (1 néerlandophone et 1 francophone)
  - 2 magistrats, issus de la magistrature (1 néerlandophone et 1 francophone)
  - 2 membres désignés par le Roi
  - 2 membres désignés par le gouvernement flamand
  - 2 membres désignés par le gouvernement de la Communauté française
  - 1 membre désigné par le gouvernement de la Communauté germanophone
  - 2 membres désignés par le Collège réuni de la commission communautaire commune
- 8 Membres participant aux travaux du Comité avec voix consultative
  - 1 Représentant du Ministre de la Justice
  - 1 Représentant du Ministre fédéral ayant la Politique scientifique dans ses attributions
  - 1 Représentant du Ministre fédéral ayant la Santé publique dans ses attributions
  - 1 Représentant de la Communauté flamande
  - 1 Représentant de la Communauté française
  - 1 Représentant de la Communauté germanophone
  - 2 Représentants de la Commission communautaire commune

Il veille à :
- la représentation équilibrée des différentes tendances idéologiques et philosophiques
- la présence d'un nombre équilibré de membres féminins et masculins
- un nombre égal de francophones et de néerlandophones
- un équilibre entre membres issus de milieux scientifiques et médicaux d'une part et de milieux philosophique, juridique et des sciences humaines d'autre part.

## Fonctionnement
Le Comité dispose d'un Bureau composé de quatre vice-présidents élus en son sein.
Chacun d'eux assure successivement la présidence pour une période d'un an.
Les moyens financiers nécessaires au fonctionnement du Comité sont à charge du budget de l'Autorité fédérale à raison de 75 % et de celui des entités fédérées, par parts égales, à raison de 25 %. 
Le Comité dispose d'un Secrétariat constitué de 6 agents, chargé des tâches techniques et administratives.

### La saisine du Comité
Le Comité doit rendre son avis à la demande :
- des Présidents des diverses entités parlementaires
- d'un membre de leur gouvernement,
- d'un organisme de recherche scientifique,
- d'un établissement de soins,
- d'un établissement d'enseignement supérieur
- d'un comité d'éthique local attaché soit à un établissement de soins, soit à une université ou agréé par une Communauté.

Il y a auto-saisine quand le Comité rend un avis à propos d'une question qu'il évoque de sa propre initiative.
Le Comité rend en principe un avis dans les 6 mois de sa saisine. Les avis adoptés reproduisent les divers points de vue exprimés.
Généralement, le Comité charge une commission restreinte, reflètant la composition du Comité, de préparer l'avis. Les commissions peuvent faire appel à des experts externes pour des auditions ponctuelles et à des experts permanents. 
La commission fait un rapport de ses travaux au Comité et lui propose un projet d’avis. 
La commission restreinte tient compte des discussions en comité plénier pour la formulation définitive de l’avis. Les séances du Comité comme celles des commissions ne sont pas publiques.

## Diffusion des travaux
Le Comité dresse un rapport annuel de ses activités où sont repris :
- ses avis ;
- un relevé des questions en cours d’étude ;
- un aperçu de l’activité des comités d’éthique locaux attachés aux établissements de soins et aux universités.

Ce rapport est adressé aux différentes Autorités politiques du pays de même qu’à toute personne qui en fait la demande, ainsi qu'aux personnes ayant posé la question donnant lieu à l’avis et à l'agence de presse Belga.
Le Comité propose également :
- un site internet ;
- des conférences de presse où il expose certains de ses avis et commente le bilan annuel de ses activités
- un centre de documentation composé d’ouvrages récents en bioéthique ;
- tous les deux ans une conférence publique sur un problème éthique lié à cette problématique.